# Guerra Civil Cambojana (1979–1998)
Guerra civil cambojana de 1979–1998 ou conflito cambojano de 1979–1998 (também insurgência do Khmer Vermelho) foi uma guerra civil, iniciada após a invasão do Camboja pelo Vietnã que provocou a deposição do Kampuchea Democrático, entre o novo governo cambojano (apoiado pelos vietnamitas) e uma coalizão antigovernamental liderada pelo Khmer Vermelho.
Após a queda do regime de Pol Pot, o Camboja ficou sob ocupação militar vietnamita e um governo pró-Hanói e pró-soviético, a República Popular do Kampuchea, liderada pela Frente Unida Nacional para Salvação do Kampuchea, um grupo de esquerdistas cambojanos descontentes com Khmer Vermelho, foi estabelecida. A guerra civil travada durante os anos 1980 opondo os governistas das Forças Armadas Revolucionárias do Povo do Kampuchea contra o Governo de Coalizão da Kampuchea Democrática, um governo no exílio formado em 1981 e composto por três facções políticas cambojanas: o partido monarquista Funcinpec liderado pelo Príncipe Norodom Sihanouk, o Partido do Kampuchea Democrático (muitas vezes referido como Khmer Vermelho) e a Frente Nacional de Libertação do Povo Khmer (FNLPK). O representante do Khmer Vermelho na ONU, Thiounn Prasith, foi mantido.
Ao longo da década de 1980, o Khmer Vermelho, apoiado pela China, Tailândia, Estados Unidos e Reino Unido (todos ansiosos para conter a influência vietnamita e soviética na região, forneceram o seu apoio para as forças antivietnamitas) continuou a controlar grande parte do país e atacava o território que não estava sob seu domínio. Esse conflito, levou a sanções econômicas ao Camboja pelos Estados Unidos e seus aliados, o que fez a reconstrução praticamente impossível e deixou o país extremamente pobre.
Intensificaram-se os esforços de paz entre 1989 e 1991, com duas conferências internacionais em Paris, e uma missão de paz da ONU ajudou a manter um cessar-fogo. A ONU recebeu um mandato conhecido como Autoridade Transitória das Nações Unidas no Camboja (APRONUC) para impor um cessar-fogo e lidar com a questão dos refugiados e do desarmamento.
Como parte do esforço de paz, eleições patrocinadas pela ONU foram realizadas em 1993 que ajudou a restaurar alguma aparência de normalidade assim como a gradual diminuição do Khmer Vermelho. No entanto,  uma guerra civil de baixa intensidade manteve-se entre o exército do governo cambojano e os guerrilheiros do Khmer Vermelho até 1998. Norodom Sihanouk foi restaurado como o rei do Camboja, mas a situação do conflito intensificar-se-ia pela Crise de 1997 no Camboja. Um governo de coalizão, formado após as eleições nacionais em 1998, trouxe estabilidade política e renovou a rendição das forças remanescentes do Khmer Vermelho naquele ano.

## Conflito após a queda de Pol Pot
Depois do término do regime do Khmer Vermelho e do conflito com o Vietnã, a situação econômica do Camboja era desastrosa, com a pilhagem dos recursos do país pelas tropas vietnamitas apenas piorando as coisas: durante os primeiros seis meses de 1979, aproximadamente 80.000 pessoas fugiram do Camboja para chegar à Tailândia. Os refugiados, muitos dos quais morrem como resultado das minas antipessoais que estão crivadas no Camboja, são devolvidos ao seu país pelas autoridades tailandesas para acampamentos, especialmente na província de Preah Vihear, onde as condições de vida são mais do que precárias. A situação alimentar do país piora ainda mais: as tropas vietnamitas atacaram durante a colheita do arroz e os estoques de alimentos foram atingidos pelos dois campos beligerantes. A partir de agosto de 1979, o exílio dos cambojanos se tornou um verdadeiro cataclismo: mais de um milhão de pessoas, impulsionadas pela fome geral, alastram-se para a fronteira tailandesa. O Khmer Vermelho também enviou suas tropas em pior situação para os campos de refugiados: a ajuda humanitária, que fluía para os campos através das Forças Armadas Reais da Tailândia, contribui para auxiliar as tropas do Khmer Vermelho a se reerguerem. Após a primeira onda do êxodo cambojano, uma população de cem mil a trezentos mil civis refugiados permanecem asilados em campos na fronteira tailandesa, ao longo de uma faixa de cerca de trinta quilômetros: constituem uma massa humana que pode ser usada pelos vários grupos de resistência anti-vietnamita, que a China abastece com armas ligeiras por intermédio da Tailândia. No plano internacional, a entrada de tropas vietnamitas no Camboja é condenada pela maioria dos países. Sob pressão, nomeadamente da China e dos Estados Unidos, que desejam impedir o Vietnã de se estabelecer como potência dominante no Sudeste Asiático e, por extensão, prejudicar os interesses da URSS na região, a ONU não reconhece o República Popular do Kampuchea; após uma votação em novembro de 1979, as Nações Unidas consideram o Kampuchea Democrático, cujo representante continua com assento na Assembleia Geral, como o único governo legítimo do Camboja.
A partir de 1983, o governo de Margaret Thatcher enviou o SAS, as forças especiais britânicas, para treinar o Khmer Vermelho em tecnologias de minas terrestres. Os Estados Unidos e o Reino Unido também impõem um embargo com graves consequências para a economia cambojana.
Os tailandeses, que agora acolhem todos os refugiados, abriram o campo Khao I Dang na província de Sa Kaeo em 19 de novembro de 1979, a cerca de dez quilômetros do Camboja, onde 150.000 pessoas chegarão em breve: a Tailândia aparentemente pretendia recrutar todos os homens cambojanos em idade militar para constituir uma força capaz de repelir um possível ataque vietnamita. Cerca de 250.000 outros cambojanos preferem ficar em terra de ninguém entre os dois países e sobreviver graças a vários tráficos.
O príncipe Norodom Sihanouk, colocado em prisão domiciliar pelo Khmer Vermelho em 1976, foi retirado de seu palácio durante a ofensiva vietnamita para ser evacuado de avião para a China. No verão, um grupo armado favorável ao ex-monarca, o Movimento para a Libertação Nacional do Kampuchea (MOULINAKA), foi fundado na fronteira com a Tailândia para lutar contra o ocupante vietnamita: o ex-capitão de corveta Kong Siloah o dirige até sua morte em agosto de 1980. Diferentes grupos do Khmer Serei, ou "Khmers Livres", que realizaram operações de guerrilha contra o Khmer Vermelho entre 1975 e 1979, também se organizam para combater os vietnamitas. Son Sann, ex-primeiro-ministro de Sihanouk, reúne vários Khmers Serei e soldados que se refugiaram no Ocidente para fundar a Frente Nacional de Libertação do Povo Khmer (FNLPK): em abril de 1979, teve cerca de dez mil refugiados transportados pelo exército tailandês para a região montanhosa de Sok Sann, defronte da província de Chanthaburi, a qual declarou uma "zona libertada" e de onde lançou apelos aos seus compatriotas..
Son Sann fez contato com Norodom Sihanouk em janeiro de 1979 para que este assumisse a liderança de suas tropas, mas o príncipe recusou em várias ocasiões. No início de 1981, Sihanouk criou com o apoio dos países da ASEAN sua própria organização destinada a liderar a resistência anti-vietnamita, a Frente Unida Nacional por um Camboja Independente, Neutro, Pacífico e Cooperativo (FUNCINPEC). Por sua vez, comprometeu-se a fundar o seu próprio exército e, para esse fim, organizou em março de 1981 o agrupamento de seus seguidores, transportando as tropas do MOULINAKA para o território khmer, na fronteira tailandesa perto da província de Surin: as antigas tropas de Kong Siloah juntaram-se aos dez mil partidários do príncipe, com quem fundaram o Exército Nacional Sihanoukista (em francês:  Armée nationale sihanoukiste, ANS), que constitui o braço armado da FUNCINPEC.
Por sua vez, o Khmer Vermelho, durante o verão de 1979, aproveitou a monção que dificultou a movimentação das tropas vietnamitas para se reorganizarem a fim de lançar ofensivas, rebatizando suas forças armadas com o nome de Exército Nacional do Kampuchea Democrático (em francês:  Armée nationale du Kampuchéa démocratique). Em julho, Pol Pot instala seu novo quartel-general, o Bureau 131, sob o flanco do Monte Thom. O Khmer Vermelho se beneficia da assistência das forças especiais tailandesas, que asseguram o treinamento e o recrutamento das várias forças armadas khmer das quais contam como aliados em caso de uma invasão vietnamita. Em 1979, Khieu Samphân assume a chefia de um novo órgão que ocupa o lugar do governo no exílio, a Frente da Grande União Nacional Democrática Patriótica do Kampuchea (em francês:  Front de la grande union nationale démocratique patriotique du Kampuchéa, FGUNDPK), enquanto Pol Pot se contenta com o papel mais discreto de comandante das forças armadas e não faz mais nenhuma aparição pública a partir de 1980.
Três movimentos de resistência cambojana contra a invasão vietnamita coexistiram a partir de 1981: o Khmer Vermelho e seu Exército Nacional do Kampuchea Democrático, liderado por Pol Pot e numerando de 20 a 30.000 homens; a FNLPK de Son Sann (10.000 homens); o Exército Nacionalista Sihanoukista (6.000 homens).  Cada um dos três movimentos estende seu poder sobre alguns campos de refugiados cambojanos. O Khmer Vermelho, apoiado pela China, que lhes fornece armas, e pela Tailândia, que lhes distribui, controla o maior número de civis; os guerrilheiros anticomunistas da FNLPK controlam menos refugiados, mas, por causa de sua conivência com os Estados Unidos, recebem ajuda substancial; a guerrilha sihanoukista não tem problemas de abastecimento, porém seu fraco desempenho no campo a impede de estender sua autoridade a um número significativo de civis. No início, as forças sihanoukistas eram praticamente inexistentes: o Príncipe Norodom Ranariddh, um dos filhos de Sihanouk, instalado em Bangkok como representante especial de seu pai, foi nomeado comandante-chefe do ANS, sem qualquer qualificação militar. Ranariddh depende do Khmer Vermelho a quem fornece fundos e que em troca garante a formação do ANS. É apenas gradualmente que o Exército Nacional Sihanoukista, como a FNLPK, distingue-se por verdadeiras façanhas de armas.
As tropas de ocupação vietnamita, por seu turno, somavam em 1981 cerca de 200.000 efetivos; os vietnamitas também se encarregaram de treinar o exército da República Popular do Kampuchea, as Forças Armadas Populares Revolucionárias do Kampuchea, que inicialmente contavam com cerca de 30.000 homens. Os Estados Unidos, por sua vez, dão carta branca à República Popular da China para o problema cambojano e continuam a reconhecer o Kampuchea Democrático como o governo do Camboja, para marcar sua oposição à ocupação vietnamita sustentada pela URSS. Com o Reino Unido, e por intermédio da Tailândia, o governo dos Estados Unidos dá apoio ao Khmer Vermelho bem como a outros movimentos de guerrilha contra os vietnamitas. Sob a liderança estadunidense, o Programa Mundial de Alimentos fornece aproximadamente US $ 12 milhões em alimentos para o Khmer Vermelho através do exército tailandês.  O SAS britânico treina as tropas do Khmer Vermelho. A URSS, por sua vez, mostra-se bastante sobrecarregada pela situação no Camboja: ao apoiar o Vietnã para que o Exército Vermelho possa ter acesso aos portos da costa vietnamita, o governo soviético não é muito ativo no cenário dos acontecimentos cambojanos, já que sua atenção é monopolizada ao mesmo tempo pela crise dos euromísseis e pela Guerra do Afeganistão.
A revelação pelos vietnamitas das atrocidades cometidas pelo Khmer Vermelho prejudicou gravemente a credibilidade internacional deste último: para torná-los mais apresentáveis aos olhos da comunidade internacional, a China os exorta a se aliarem novamente a Norodom Sihanouk, uma personalidade mais aceitável aos olhos do Ocidente. Por outro lado, China e Estados Unidos só concordam em subsidiar a resistência sihanoukista se o príncipe formar uma coalizão anti-vietnamita com o Khmer Vermelho, que pode lhe fornecer tropas. Sihanouk inicialmente recusa qualquer ideia de uma nova coalizão com os homens de Pol Pot, já que vários de seus filhos e netos desapareceram entre 1975 e 1979; assim, em 1981, notando que o Khmer Vermelho estava resistindo às ofensivas vietnamitas para desalojá-los de seus bastiões, concordou em se aliar novamente para não desaparecer do jogo político e ter uma chance de retornar ao poder. Em 4 de setembro de 1981, Sihanouk, Khieu Samphân e Son Sann publicaram uma declaração conjunta anunciando a formação de um governo de coalizão para libertar o Camboja dos "agressores vietnamitas". Sob o estímulo da China, que ameaça parar de entregar armas, os países ocidentais e a ASEAN, as três facções formaram em 21 de junho de 1982 em Kuala Lumpur o Governo de Coalizão do Kampuchea Democrático (GCKD) presidido por Sihanouk e reconhecido pela ONU. Son Sann é o primeiro-ministro e Khieu Samphân o vice-primeiro-ministro responsável pelas relações exteriores. Este governo do Kampuchea Democrático continua a ser reconhecido pela comunidade internacional (com exceção dos países comunistas do Bloco Oriental e do COMECON) e mantém embaixadores na ONU e na França. O GCKD serve, na prática, como uma fachada política para ocultar a ajuda internacional dada ao Khmer Vermelho, que continua sendo o parceiro militar mais poderoso da coalizão anti-vietnamita. 

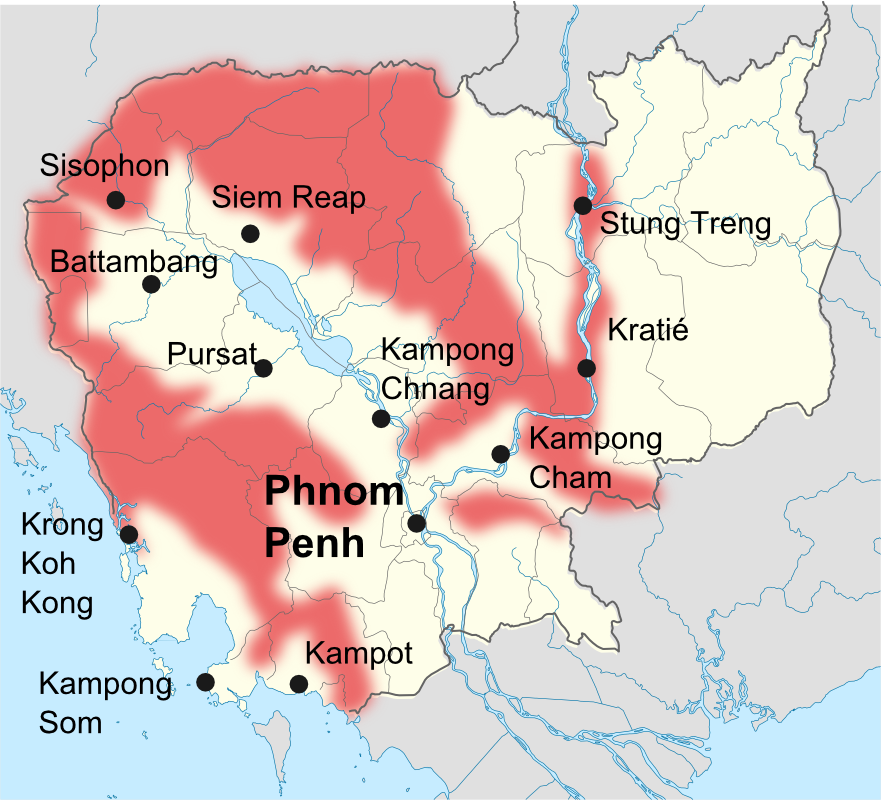
Mapa de áreas de atividades do Khmer Vermelho em 1989-1990.

Os movimentos guerrilheiros realizam suas ações ao longo da fronteira com a Tailândia. As tropas do Khmer Vermelho continuam a investir em áreas remotas e montanhosas e instalando minas antipessoais, que causam muitas vítimas entre as populações civis. O objetivo de Son Sann e Sihanouk é existir militarmente e, em seguida, pesar em quaisquer negociações futuras. O conflito em curso se desenrola em um ritmo sazonal: a cada ano, durante a estação seca, que vai de novembro a abril, o Exército do Povo Vietnamita ataca os acampamentos guerrilheiros, por vezes penetrando bastante em território tailandês. Durante a estação das chuvas, de maio a outubro, a ausência de estradas pavimentadas imobiliza as unidades mecanizadas vietnamitas: o que permitirá, assim, os movimentos guerrilheiros lançarem incursões dentro do território cambojano. A partir de 1984, os vietnamitas mobilizaram a população cambojana em um vasto empreendimento de defesa passiva: de três a seis meses por ano, os civis eram obrigados a construir estradas para o oeste do país, fortificar aldeias, derrubar florestas e cavar diques de proteção, ao longo da fronteira tailandesa e em uma parte da fronteira com o Laos. Um décimo quinto dos civis requisitados morre durante a tarefa, vítimas de subnutrição, sobrecarga de trabalho ou malária. A partir de 1985, a mobilização militar dos cambojanos, dentro das Forças Armadas Populares Revolucionárias do Kampuchea, torna-se mais rígida: o tempo de serviço passa de dois para cinco anos. O exército da República Popular do Kampuchea, mal motivado e forçado a operar sob a liderança do exército vietnamita, sofreu muitas deserções. Se a população cambojana havia inicialmente agradecido aos vietnamitas por tê-los livrado do Khmer Vermelho, as operações militares logo tornaram os ocupantes impopulares, a entrada no Camboja de quase 500.000 imigrantes vietnamitas acaba esgotando seu crédito. No entanto, a população cambojana continua temendo mais do que tudo o retorno do Khmer Vermelho. Além disso, as medidas defensivas do exército vietnamita são eficazes: o Khmer Vermelho, a FNLPK e o ANS não conseguem retomar posição dentro do país, onde a instalação de muitos vietnamitas, nas cidades e em alguns campos, complica ainda mais sua tarefa. Mas os vietnamitas também não conseguiram acabar com as atividades dos movimentos rebeldes, especialmente porque a China provocou, para pressionar o Vietnã, diversos incidentes de fronteira - cerca de 3.750 entre 1979 e 1982 - na região de Tonkin. O Vietnã é, portanto, obrigado a fortalecer ainda mais seu pessoal militar, o que acentua sua dependência dos suprimentos soviéticos. Os gastos militares representam 20% do PIB do Vietnã, este último absorvendo 17,5% da ajuda militar e 20% da ajuda econômica fornecida pela URSS ao Terceiro Mundo. Os Estados Unidos, por sua vez, financiam a FNLPK de Son Sann para promover a estagnação do Vietnã no Camboja e o argumento da ameaça vietnamita também lhes permite fortalecer a cooperação militar com os países da ASEAN. Em meados da década de 1980, o conflito cambojano atingiu um impasse militar e pesou cada vez mais nas finanças vietnamitas e soviéticas.
Em abril de 1983, o Exército do Povo Vietnamita lançou uma ofensiva na fronteira cambojana-tailandesa, que provocou uma resposta dos tailandeses que bombardearam posições vietnamitas. No final de 1984, o exército vietnamita atacou as bases de resistência com armas pesadas que não havia utilizado durante cinco anos. Em janeiro de 1985, os vietnamitas capturaram a base de Ampil detida pela FLNKP e a de Phnom Malai detida pelo Khmer Vermelho, na fronteira com a Tailândia. Aldeias tailandesas recebem obuses. O exército tailandês retalia e vê um de seus helicópteros abatido pelos vietnamitas. Esses combates provocam um êxodo adicional de refugiados em acampamentos na Tailândia (200.000 em 1985). Essas perdas militares enfraquecem o peso político da resistência; a derrota foi um revés doloroso para as tropas de Son Sann, enquanto o Exército Nacional Sihanoukista adquiriu boa reputação em batalhas onde foi derrotado apenas por causa da deserção do exército tailandês, o que permitiu aos vietnamitas apanharem suas tropas pela retaguarda.
Privadas de suas bases principais, as forças da coalizão Khmer Vermelho-FNLPK-ANS refugiaram-se na selva e continuaram realizando ações de guerrilha. Se a resistência cambojana não estava em posição de colocar militarmente em perigo o exército vietnamita, a continuação dos combates impedem a normalização do país e exerce pressão política sobre o Vietnã. Os vietnamitas têm interesse em uma saída negociada deste conflito interminável e dispendioso, mas exigem previamente a exclusão do Khmer Vermelho. A coalizão da resistência cambojana exige o mesmo, por seu turno, das tropas vietnamitas. Em 2 de setembro de 1985, Pol Pot, tendo atingido sessenta anos, anuncia sua aposentadoria e deixa o comando das Forças Armadas para Son Sen, porém atribuindo a si mesmo a presidência de um "Instituto Superior de Defesa Nacional", cargo com atribuições vagas mas que parecem indicar que o ex-secretário-geral do Partido Comunista do Kampuchea mantém a liderança das tropas do Khmer Vermelho, que estão tentando retomar o controle do oeste do Camboja. Cerca de 10.000 homens permanecem na prática sob o comando de Pol Pot, que opera a partir de um acampamento localizado na Tailândia. Ta Mok também lidera 10.000 homens na região de O Trao. Khieu Samphân e Ieng Sary comandam, por sua vez, tropas na região de Battambang, igualmente em território tailandês. A China, disposta a colocar a URSS em dificuldades na região, continua a alimentar a rebelião do Khmer Vermelho sem aprovar abertamente como outrora os "excessos" de Pol Pot.

## Processo de paz
A chegada ao poder de Mikhail Gorbachev na URSS marcou uma virada na política externa soviética. A URSS procura agora salvaguardar a sua economia e livrar-se dos custosos conflitos periféricos: o Estado soviético já não tem meios para continuar a financiar o conflito cambojano, tal como a guerra no Afeganistão, o conflito angolano ou regimes aliados como Cuba. O novo líder soviético também expressa, em discurso proferido em 24 de julho de 1986, o desejo de uma reaproximação com a República Popular da China, com a qual o conflito cambojano continua sendo o principal contencioso. O Vietnã, que também passava por dificuldades econômicas, compreendeu então que não poderia contar por muito tempo com o apoio da URSS, cuja ajuda era financeiramente essencial para prosseguir com a guerra: acelera a retirada de suas tropas do Camboja, já iniciada vários anos antes.  A resistência, por sua vez, sofreu perdas militares e tem interesse em buscar uma solução para o conflito. A retirada oficial de Pol Pot em meados da década de 1980 completou as condições para a abertura das negociações de paz, permitindo a Son Sann propor ao governo da República Popular do Kampuchea a abertura de negociações com a coalizão de forças de resistência.
Em 1987, França e Austrália lançaram o projeto de uma conferência internacional responsável pela elaboração de um plano de paz: as negociações estiveram, entretanto, fadadas a tropeçar por vários anos devido ao papel a ser reservado para o Khmer Vermelho. Em 2 de dezembro de 1987 em Fère-en-Tardenois, depois em 20-21 de janeiro de 1988 em Saint-Germain-en-Laye, Norodom Sihanouk e o primeiro-ministro cambojano Hun Sen se reuniram para chegar a um acordo sobre a abertura de negociações entre todas facções de resistência e o governo de Phnom Penh. Norodom Sihanouk recusa-se a realizar eleições no Camboja até que o regime da República Popular do Kampuchea seja reformado e renomeado. Em julho de 1988, representantes da FLNKP, do Khmer Vermelho, da FUNCINPEC e do governo da República Popular do Kampuchea se reuniram em Bogor, Indonésia, e propuseram a formação de um conselho de reconciliação nacional. A Tailândia, no mesmo período, modificou sua linha de conduta a fim de acelerar a retirada vietnamita do Camboja: o primeiro-ministro tailandês Chatichai Choonhavan iniciou uma reaproximação com o Vietnã e a República Popular do Kampuchea para favorecer as relações comerciais com esses dois países. O governo dos Estados Unidos ameaça a Tailândia com sanções por romper com a posição sino-estadunidense. Embora as negociações continuem, a questão do futuro regime político do Camboja permanece sem solução. Os Estados Unidos, por sua vez, querem o estabelecimento de um governo cambojano independente, mas também anti-vietnamita, que seria formado pelas forças de Son Sann e Sihanouk, possivelmente com o apoio do Khmer Vermelho. O Vietnã quer que as quatro forças cambojanas - o campo de Sihanouk, o Khmer Vermelho, a FNLPK e a República Popular do Kampuchea - concordem entre si sobre um programa. A China tem uma visão negativa do projeto vietnamita, pois implicaria no reconhecimento internacional do regime da República Popular do Kampuchea. Pol Pot, por sua vez, tem a intenção de tirar proveito do processo de paz para estender o controle de seus homens por todo o país, sabotando as eleições planejadas.
Para facilitar as negociações de paz, o Vietnã remove suas tropas do Camboja e do Laos: em 26 de maio de 1988, o governo de Hanói anunciou que todas as suas forças deixariam o Camboja em março de 1990. Em agosto do mesmo ano, a China aprova o plano de Sihanouk que propõe instalar no Camboja, após o cessar-fogo, uma força internacional para impedir o Khmer Vermelho de regressar ao poder pela força; Pequim concorda em não apoiar mais a resistência cambojana em troca de um cronograma preciso de retirada. O Vietnã aceita  na sequência se retirar em setembro de 1989: no dia 5 de abril de 1989, a retirada unilateral e incondicional do exército vietnamita foi confirmada. A República Popular do Kampuchea, cuja legitimidade como interlocutor foi reconhecida por todas as partes envolvidas, prossegue no final de abril para uma revisão constitucional a fim de cortejar os sihanoukistas: o regime abandona qualquer referência ao marxismo-leninismo e toma o nome oficial de "Estado do Camboja". O partido no poder, o Partido Revolucionário do Povo do Kampuchea, torna-se o Partido do Povo Cambojano (PPC)..

Bandeira da APRONUC.

Em setembro de 1989, o Exército Popular Vietnamita retirou-se completamente do Camboja, com o conflito agora sendo reduzido a uma mera guerra civil entre facções cambojanas. O Estado do Camboja e o Governo de Coalizão do Kampuchea Democrático concordam com a realização de uma consulta eleitoral a médio prazo, que será o instrumento de reconciliação nacional. Porém persistem as diferenças profundas sobre a composição do governo do país entre o cessar-fogo e as eleições. O Khmer Vermelho é o principal obstáculo, já que o governo de Phnom Penh recusa categoricamente sua participação no governo de coalizão. Em novembro de 1989, o primeiro-ministro australiano Gareth Evans propôs colocar o Camboja sob a tutela da ONU até as eleições, o que elimina a ameaça de monopolização do poder pelo Khmer Vermelho. Em junho de 1990, Hun Sen sugeriu que o futuro governo de coalizão, que seria denominado Conselho Nacional Supremo Cambojano (CNS), tivesse representantes iguais do Estado do Camboja e do GCKD. Em julho de 1990, os Estados Unidos finalmente pararam de apoiar o Khmer Vermelho. Sihanouk, ansioso para enfraquecer o Khmer Vermelho, aproximou-se do Estado do Camboja e propôs em maio de 1991 que a liderança do CNS fosse compartilhada entre um presidente (ele mesmo) e um vice-presidente (Hun Sen). O Khmer Vermelho, que recebeu aprovação da China em abril para participar das negociações, inicialmente se opôs a esse acordo, mas aumentou assim seu isolamento diplomático. Reunidos de 24 a 26 de junho de 1991 em Pattaya, Tailândia, os quatro partidos cambojanos finalmente assinaram um acordo de cessar-fogo incondicional. Em 1991, os acordos de Paris sobre o Camboja de 1991 foram assinados: o Exército Nacional Sihanoukista e a Frente Nacional de Libertação do Povo Khmer consequentemente, cessaram a luta armada. Os acordos colocam o Camboja sob a tutela das Nações Unidas, por meio da Autoridade Provisória das Nações Unidas no Camboja (APRONUC) que, com 17.000 soldados e 8.000 civis, tem como missão desarmar os beligerantes, supervisionar as duas administrações inimigas, preparar a realização das eleições e garantir o regresso ao país de cerca de 350.000 refugiados. Em 17 de julho, Norodom Sihanouk assume a presidência do Conselho Nacional Supremo, que deve representar o Camboja em organismos internacionais. No interior do país, o Estado do Camboja e as facções guerrilheiras continuam, sob a égide das Nações Unidas, a administrar seus respectivos territórios: nove décimos do país, portanto, continuam sob o controle do governo de Hun Sen. O Khmer Vermelho concordou com esse acordo desfavorável sob pressão conjunta da China, que queria melhorar sua imagem internacional e pôr fim à querela com a URSS, e a Tailândia, com pressa em normalizar suas relações com os demais Estados da região. 
A paz resultante dos acordos é frágil. Em novembro de 1991, Khieu Samphân e Son Sen, chegam a Phnom Penh e são intimidados por uma multidão furiosa liderada por Hun Sen. A delegação do Khmer Vermelho deixou então a capital cambojana. Son Sen foi posteriormente expulso do Comitê Central do Khmer Vermelho, com a proibição de contato com membros da APRONUC. O Khmer Vermelho continua recebendo apoio diplomático da China, além de discreta ajuda militar: o governo de Pequim não precisa mais poupar suas relações com a desaparecida URSS e deseja continuar a limitar a influência do Vietnã na região. Não tendo desistido de retomar o poder, o Khmer Vermelho não permite que os capacetes azuis entrem nas áreas que controlam; além de continuar a assediar o exército governamental. Em 1992, anunciam que não respeitarão os acordos de Paris e decidem boicotar as eleições de 1993, arriscando dar aos seus inimigos do Estado do Camboja a legitimidade do sufrágio universal. A Rádio Khmer Vermelho lança pedidos de assassinatos contra trabalhadores imigrantes vietnamitas e, em abril de 1993, na véspera das eleições, cerca de 100 residentes vietnamitas no Camboja foram mortos. Contra todas as expectativas, as eleições legislativas foram realizadas de 24 a 28 de maio de 1993 com tranquilidade e contaram com uma participação massiva, apesar das manobras de intimidação do Khmer Vermelho. A FUNCINPEC obteve 45% dos votos e o PPC de Hun Sen 36%. O Partido Democrata Liberal Budista (PDLB) de Son Sann ganhou dez autoridades eleitas. Sihanouk, constatando a rejeição popular do Khmer Vermelho, pode desistir do projeto de um governo de unidade nacional que incluiria os homens de Pol Pot: em 14 de junho, a assembleia constituinte resultante das eleições lhe dá plenos poderes para constituir um governo. Ele próprio, com a saúde debilitada, não deseja assumir a liderança, mas pretende fazer-se passar por árbitro. No dia 24, Norodom Ranariddh e Hun Sen concordam, segundo as propostas de Sihanouk, em formar um governo de unidade nacional FUNCINPEC-PPC, onde todos os cargos são distribuídos igualmente. Ranariddh torna-se "Primeiro Primeiro-Ministro" e Hun Sen, "Segundo Primeiro-Ministro". Em 21 de setembro, a assembleia opta pelo retorno à monarquia parlamentar. Trinta e oito anos após renunciar ao título de rei e vinte e três anos anos após ser destituído do poder, Norodom Sihanouk torna-se monarca do Camboja novamente.

## Reinício das hostilidades e fim do Khmer Vermelho
Excluindo-se do processo de paz, o Khmer Vermelho mantém o controle de áreas no noroeste do Camboja, nas províncias de Battambang e Siem Reap, vizinhas à Tailândia. Em 1993, suas forças somavam cerca de 10.000 combatentes e foram capazes de estender seu controle a mais de meio milhão de cambojanos, quatro vezes mais do que antes dos acordos de paz. Tendo perdido o apoio da China, que se distanciou deles ao constatar seu fracasso eleitoral, como da Tailândia e dos países ocidentais, o Khmer Vermelho pode contar com outros recursos financeiros, com a venda dos direitos de mineração de pedras preciosas (rubis e safiras) e produtos florestais. Suas atividades comerciais rendem cerca de 200 milhões de dólares por ano. No entanto, suas tropas foram enfraquecidas no verão de 1993, quando mil soldados, após as eleições, se juntaram às tropas do governo. O próprio Sihanouk não abandonou a ideia de um acordo de paz com o Khmer Vermelho: o rei, no entanto, tem apenas um papel simbólico na nova constituição e Sihanouk também deve frequentemente viajar para a China para tratamento médico, o que limita seu controle da situação. O governo de Phnom Penh, ao contrário, está decidido a acabar com a rebelião: no retorno da estação seca, no inverno de 1993-1994, as Forças Armadas Reais Khmer lançam ofensivas contra o reduzido Khmer Vermelho, porém as tropas de Son Sen e Pol Pot resistiram mais do que o esperado. Em 6 de julho de 1994, a assembleia cambojana declarou o Khmer Vermelho "fora da lei" e os dois primeiros-ministros pediram à ONU o estabelecimento de um tribunal especial para julgar os líderes do Kampuchea Democrático. Em novembro de 1994, três turistas (um francês, um britânico e um australiano) foram capturados na região de Kampot. O Khmer Vermelho exigia um resgate, mas também a abolição do voto da assembleia que os colocou como foras da lei. Os três reféns são executados..
A partir de 1994, as tensões entre a FUNCINPEC e o PPC aumentaram. Os dois partidos competem pelo poder, enquanto Hun Sen multiplica medidas autoritárias contra oponentes como Sam Rainsy e jornais da oposição. Em segredo, a FUNCINPEC negocia a reunião da facção baseada em Pailin e liderada por Ieng Sary, cunhado de Pol Pot. O partido monarquista espera então que o Khmer Vermelho possa construir apoio contra o PPC. Ieng Sary, que perdeu influência ao longo dos anos dentro do Khmer Vermelho, está preocupado com as tensões internas dentro do movimento: ele responde às ofertas do general Nhiek Bun Chhay e, em 8 de agosto de 1996, anuncia seu rompimento com Pol Pot e sua mobilização para as forças do governo. 3.000 homens de sua facção desertaram com ele e foram integrados por Hun Sen no exército oficial, apesar da oposição de Sihanouk. Em troca desta reunião, primeiro-ministro obtém para Ieng Sary o "perdão real", o que, contudo, não equivaleria a uma graça. O ex-chefe do Khmer Vermelho, cuja família é reconvertida aos negócios com a Tailândia, se estabelece em uma residência confortável em Phnom Penh. 
Em 1997, as tensões entre a FUNCINPEC e o PPC aumentaram: no início do ano, as tropas reunidas pelos vários partidos políticos colidiram durante vários confrontos. A FUNCINPEC se envolve em negociações secretas com diversos partidos de oposição e vários de seus quadros contatam o Khmer Vermelho, a fim de forjar uma aliança militar com eles contra Hun Sen. Em 1 de junho, Norodom Ranariddh se encontra Khieu Samphân na fronteira entre o Camboja e a Tailândia. Poucos dias depois,  anunciou publicamente seu acordo com o Khmer Vermelho, especificando que estava planejando o exílio de Pol Pot, Son Sen e Ta Mok, considerados os líderes mais radicais do movimento. Parece que a FUNCINPEC planejou não se contentar com um exílio de Pol Pot, mas capturá-lo por meio de uma armadilha. Em 7 de junho, a Rádio Khmer Rouge nega categoricamente qualquer acordo. Dois dias depois, Norodom Sihanouk informa, por sua vez, que formalmente exclui a concessão de seu perdão a Pol Pot e Ta Mok, mas não a Son Sen. Pol Pot acredita que foi traído e ordena a execução de Son Sen, que é morto juntamente com sua esposa, a ex-ministra Yun Yat, e treze membros de sua comitiva. Ta Mok então se apavora e decide, para evitar sofrer o mesmo destino de Son Sen, assumir a liderança: seus homens atacam as tropas de Pol Pot, que logo é capturado. As negociações entre a FUNCINPEC e o que resta do movimento Khmer Vermelho continuaram, mas em 5 de julho, um dia antes da assinatura de um acordo entre Ranariddh e Khieu Samphân, Hun Sen tomou medidas para evitar ser vítima da aliança entre seus inimigos; as tropas leais ao “Segundo Primeiro-Ministro” atacam as aliadas do “Primeiro Primeiro-Ministro”. O confronto favorece Hun Sen e o filho do rei é forçado ao exílio, enquanto os confrontos deixam mais de cem mortos e vários membros da FUNCINPEC são assassinados. Enquanto o PPC destituiu a FUNCINPEC do poder, o Khmer Vermelho acertou suas contas: em 25 de julho, Pol Pot foi julgado publicamente e condenado à “prisão perpétua” - na verdade, em prisão domiciliar - por seus ex-subordinados. 
Em 1998, as ofensivas das tropas governamentais completaram a desarticulação das forças do Khmer Vermelho. O distrito de Anlong Veng, quartel-general do Khmer Vermelho desde 1994, foi conquistado em 29 de março, graças à deserção de um dos comandantes de Ta Mok. Ke Pauk também se rende, enquanto Ta Mok foge com seus últimos seguidores. Em 15 de abril, quando o exército cambojano se aproximou do último reduto do Khmer Vermelho, Pol Pot foi preparado por seus carcereiros para ser levado para a Tailândia. No entanto, ele sucumbiu a um ataque cardíaco antes de ser evacuado, possivelmente ajudado a morrer por seu médico militar tailandês. O que resta do Khmer Vermelho se refugia a poucos quilômetros da fronteira com a Tailândia. Ta Mok e 250 a 300 soldados se envolvem em banditismo para sobreviver. Em 25 de dezembro, Khieu Samphân e Nuon Chea foram entregues às autoridades cambojanas pelo exército tailandês. Eles são acolhidos como altos dignitários, com Hun Sen se comprometendo a não levá-los perante os tribunais nacionais ou internacionais, em nome da "reconciliação nacional". Por outro lado, o primeiro-ministro cambojano recusa qualquer perdão a Ta Mok. Khieu Samphân e Nuon Chea pedem desculpas pelas mortes na década de 1970 e declaram “O Khmer Vermelho acabou!". Ta Mok, o último líder do Khmer Vermelho ainda em liberdade, foi capturado pelo exército tailandês e entregue às autoridades cambojanas em 6 de março de 1999.

## Depois do conflito
O Camboja emerge profundamente afetado por mais de trinta anos de conflito. Seu território continua crivado de minas antipessoais, que ceifam a vida de cerca de 1.000 cambojanos a cada ano. A economia do país está se reconstruindo lentamente. No plano político, ocorreu uma espécie de "reconciliação nacional", com a FUNCINPEC renovando sua aliança com o PPC, desta vez contra o Partido Sam Rainsy. Norodom Ranariddh, condenado após a crise de 1997, foi anistiado por seu pai Norodom Sihanouk e retornou ao seu país. Na segunda metade dos anos 2000, entretanto, a FUNCINPEC foi politicamente marginalizada pelo PPC. Ta Mok morreu na prisão em 2006 sem ser julgado. Foi apenas em 2007, após anos de impunidade, que vários ex-altos dignitários do Kampuchea Democrático - Khieu Samphân, Nuon Chea, Ieng Sary e Ieng Thirith  - foram detidos para serem apresentados às Câmaras Extraordinárias dos Tribunais Cambojanos.